# Guro-dong
Guro-dong (koreanska: 구로동) är en stadsdel med cirka 140 000 invånare i stadsdistriktet Guro-gu i Sydkoreas huvudstad Seoul. 

## Indelning
Administrativt är Guro-dong indelat i:
| Namn    | Namn             | Yta km² | Invånare 31 dec 2020 |
| ------- | ---------------- | ------- | -------------------- |
| 구로1동 | Guro 1(il)-dong  | 1,02    | 21 632               |
| 구로2동 | Guro 2(i)-dong   | 1,76    | 33 050               |
| 구로3동 | Guro 3(sam)-dong | 1,02    | 25 722               |
| 구로4동 | Guro 4(sa)-dong  | 0,46    | 25 031               |
| 구로5동 | Guro 5(o)-dong   | 1,03    | 32 339               |